# Ich liebe Dich (1938)
Ich liebe Dich ist ein Liebesfilm und eine Filmkomödie des Regisseurs Herbert Selpin aus dem Jahr 1938. Die Literaturverfilmung basiert auf der literarischen Vorlage eines Bühnenstücks des aus dem ehemaligen Österreich-Ungarn stammenden polnischen Schriftstellers Roman Niewiarowicz. In der Hauptrolle verkörpert Viktor de Kowa, der zu diesem Film die Dialoge geliefert hatte, den reichen Amerikaner Percy, der glaubt, dass ihm aufgrund seines Charmes jede Frau zu Füßen liegt.

## Handlung
Der junge und vermögende Amerikaner Percy, der felsenfest davon überzeugt ist, dass er jede Frau haben kann, verbringt einen Urlaub in Deutschland. Doch ausgerechnet an der attraktiven Eva beißt er sich die Zähne aus. Um endlich mal mit ihr, seiner Traumfrau, alleine sein zu können, bedient er sich einer List: Er mischt ihr ein Betäubungsmittel in ihr Getränk und führt sie sodann in das Haus seines Freundes Max. Als sie dort wieder zu sich kommt, erklärt er ihr, dass er sich unsterblich in sie verliebt hat. Jedoch bekommt er von ihr einen Korb. Eva ihrerseits bedient sich auch einer List, denn eigentlich hat sie sich freiwillig in die Gewalt von Percy begeben, denn sie hat bemerkt, dass Percy etwas in ihr Getränk gemischt hat und war so in der Lage, in einem geschickten Täuschmanöver, den präparierten Drink ihrer Tischnachbarin zuzuschieben und nur vorzugeben, dass sie sich in einem Rausch befindet.
Percy wiederum weiß ja nichts davon, dass Eva sein Spiel erkannt hat und glaubt sich weiterhin auf der Gewinnerseite. Er treibt sein Spiel weiter, indem er drei unheimliche Gestalten engagiert, die sich nachts um das Gelände schleichen, um Eva einen Schrecken einzujagen und sie ihm so in seine Arme treiben soll. Eva jedoch dreht nun den Spieß um und gibt in ihrem vorgespielten Rausch ihrerseits nun Percy einen Drink aus, den sie wiederum mit einem Betäubungsmittel präpariert hat.

## Erscheinungstermine und abweichende Filmtitel
Der Film wurde am 22. Juli 1938 im Berliner Gloria-Palast uraufgeführt. Weitere Erscheinungstermine (im Ausland) waren der 19. April 1939 in Dänemark (dort unter dem Titel Jeg elsker dig). In Italien kam er unter dem Titel Dimmi di sì! in die Kinos. Im späteren Filmverleih erschien er auch unter dem Titel Bange machen gilt nicht.

## Produktionsnotizen
Die Dreharbeiten begannen am 26. März 1938 und zogen sich bis in den Juni desselben Jahres hin. Produzent Heinrich Jonen übernahm darüber hinaus auch die Produktionsleitung. Erich Zander war gemeinsam mit Karl Weber für die Filmbauten zuständig. Hans Grimm leitete die Tonaufnahmen. Die Produktionskosten lagen bei etwa 524.000 RM.

## Kritiken
„Witzig, gut gespielt, wenn auch etwas angestaubt.“